# アナレンマ

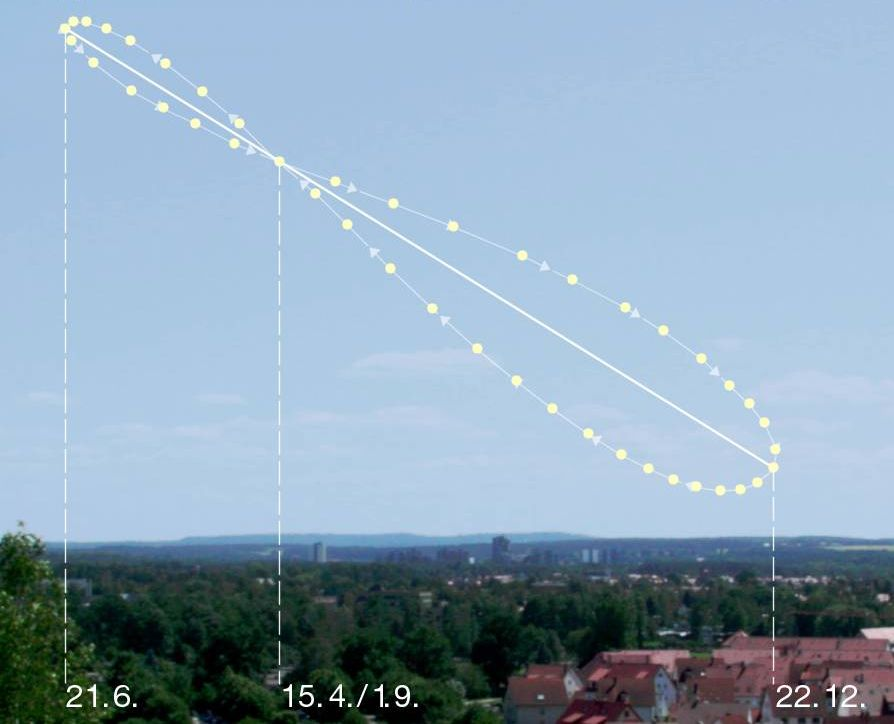
北半球の東方向の太陽の同時刻の位置を年間を通じて撮影したアナレンマの写真。太陽の位置と日付がしるしてある。8の字型の軌跡を示す。

アナレンマ（Analemma）とは、均時差によって1年のうちに太陽の位置が8の字型を描いて運動すること。
1年を通して同じ場所で同時刻に太陽を撮影し、画像を合成してはじめて浮かび上がる。フィルム時代には1枚のフィルムに露光しなければならないため撮影には手間がかかったが、デジタルカメラ出現以降は複数の画像をコンピューターで合成すれば出来る。それでも、撮影に時間がかかることには変わりがないため、撮影された例は少ない。
赤道では8の字は真横になると考えられているが、気象上の問題からか撮影された例はない。